# 日本ビジュアル・ジャーナリスト協会
日本ビジュアル・ジャーナリスト協会（にほんビジュアル・ジャーナリストきょうかい、Japan Visual Journalists Association, JVJA）は、フリーランスのフォトジャーナリストとビデオジャーナリストによって構成される任意団体。

## 概要
2002年7月に広河隆一を世話人として結成。
「志を共有する」「取材と報道の権利を守る」「自らのジャーナリストとしての姿勢をただす」の三項目を目的としている。正会員による報告会や写真展などの活動を実施している。

## 会員
- 広河隆一
- 古居みずえ
- 土井敏邦
- 森住卓
- 山本宗補
- 小林正典
- 佐藤文則
- 豊田直巳
- 林克明
- 桃井和馬
- 綿井健陽
- 権徹
- 海南友子
- 野田雅也